# Rheurdt
Rheurdt település Németországban, azon belül Észak-Rajna-Vesztfália tartományban. Lakosainak száma 6544 fő (2023. december 31.).

## Népesség
A település népességének változása:
| Lakosok száma | 5513 | 6627 | 6589 | 6566 | 6566 | 6544 |
|               | 1975 | 2017 | 2019 | 2021 | 2022 | 2023 |